# Lost in Yesterday
Lost in Yesterday is een nummer van het Australische psychedelische muziekproject Tame Impala uit 2020. Het is de vierde single van hun vierde studioalbum The Slow Rush.
Net als op voorganger Posthumous Forgiveness, is frontman Kevin Parker ook op "Lost in Yesterday" bezig met het verwerken van zijn verleden. Toen het nummer werd uitgebracht, verklaarde Parker in het bijbehorende statement hij hierover dat herinneringen achteraf roziger en mooier zijn dan de daadwerkelijk beleefde momenten, tijden die hij graag in het verleden zou laten. In de bijbehorende videoclip treedt Parker met een band op op een bruiloft. Elk rondje dat de camera maakt, wordt het ogenschijnlijk dramatisch verlopen huwelijksfeest beter, waarmee de videoclip lijkt in te spelen op de regel "Eventually terrible memories turn into great ones". "Lost in Yesterday" bereikte in Tame Impala's thuisland Australië een bescheiden 65e positie. Ook in het Nederlandse taalgebied werd het nummer een mager succesje; met in Nederland een 13e positie in de Tipparade, en in Vlaanderen een 4e positie in de Tipparade.